# Markus Wolf (Bildhauer)

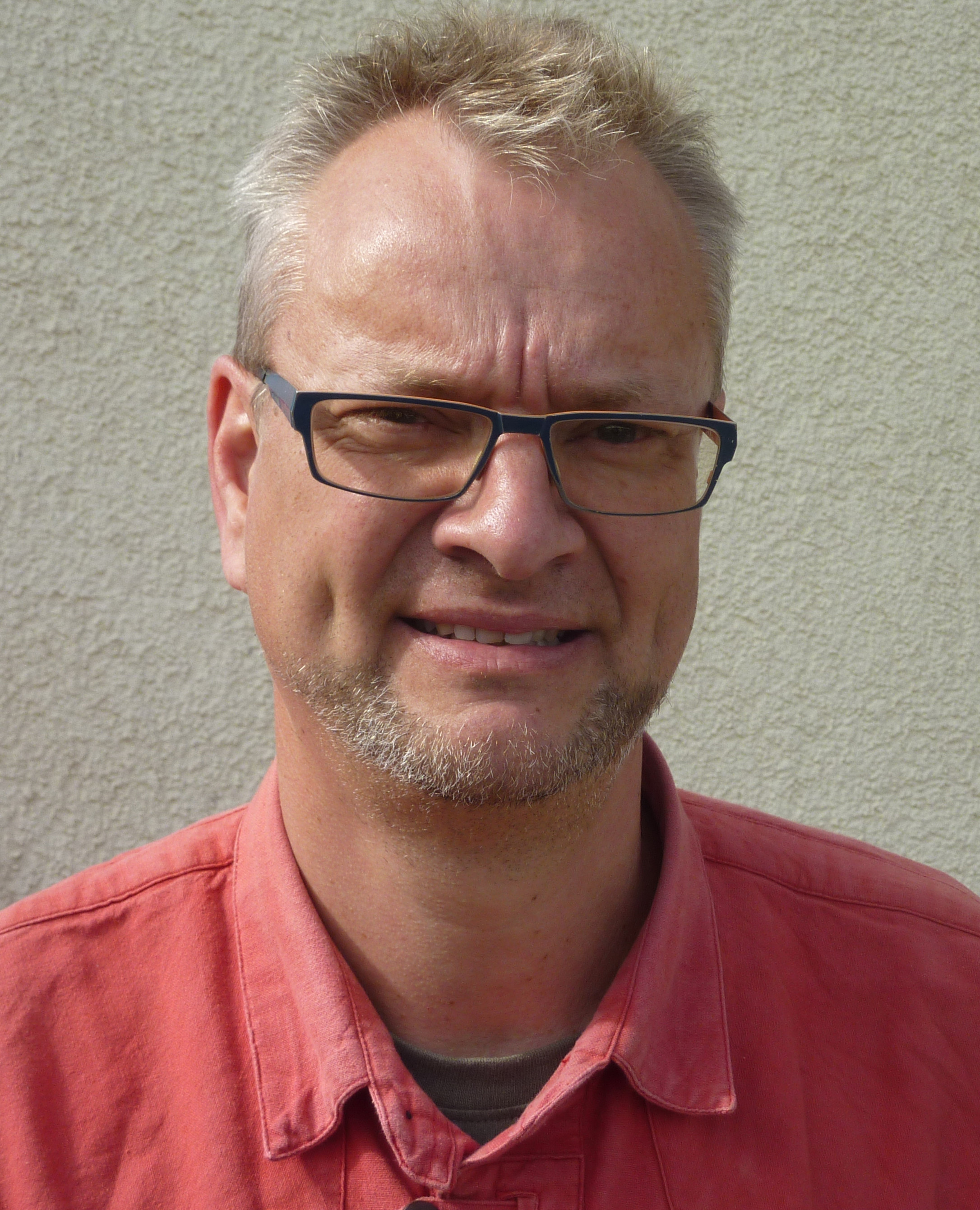
Markus Wolf (2013)

Markus Wolf (* 22. Juli 1963 in Stuttgart) ist ein deutscher Bildhauer und Maler, der in Stuttgart-Plieningen lebt und arbeitet.

## Leben
Markus Wolf absolvierte nach dem Abitur die Meisterschule für Steinbildhauer in Freiburg im Breisgau. Ein Schlüsselerlebnis war im Jahr 1994 der geplante Abriss des spätklassizistischen Grabmals des letzten Degerlocher Bauernschultheißen Wilhelm Gohl (* 1834; † 1895) auf dem dortigen Alten Friedhof. Wolf verweigerte diesen Auftrag und verlor daraufhin seinen Arbeitsplatz. 1996 übernahm er  die Meisterwerkstatt Pfeiffer in Stuttgart-Plieningen. Wolf hat sich frühzeitig auf Skulpturen zu landesgeschichtlichen Themen spezialisiert.

## Werk
Sein erstes historisches Werk war im Jahr 1995 die Rekonstruktion des 1945 zerstörten Denkmals an der Alten Weinsteige in Stuttgart. Die rekonstruierte Skulptur wurde zum 500. Jahrestag der Herzogserhebung des Grafen Eberhard im Bart von Württemberg eingeweiht. International bekannt wurde Wolf durch seine über dreißig europaweit aufgestellten Stauferstelen, die an die Staufer, die im Hochmittelalter römisch-deutsche Könige und Kaiser waren, erinnern.
Weitere Beispiele seiner inzwischen über hundert Skulpturen:
- Gedenksäule für Luftangriffsopfer in Stuttgart (1996)[4]
- Pyramide von Mömpelgard auf Schloss Montbéliard, Frankreich (1997)
- Obelisk für Franziska von Hohenheim in den Hohenheimer Gärten (1998)
- Skulptur für Alfred Wais in Stuttgart-Birkach (1999)
- Schäferstatue in Wildberg (1999)
- Stein des Gedenkens für die Euthanasieopfer in der Diakonie Stetten (2000)
- Mahn- und Gedenkstein für Alexandra-Sophia Noack, die im Alter von sechs Jahren vergewaltigt und ermordet wurde in Bonlanden  (2001)
- Gedenkstein für Albrecht Goes in Gebersheim (2003)
- Denkmal für Sebastian Lotzer in Horb am Neckar (2006)[5]
- Obelisk für Königin Katharina von Württemberg in den Hohenheimer Gärten (2008)
- Steinerne Krautköpfe am Kreisverkehr zwischen Scharnhauser Straße und Dreifelderstraße am Plieninger Ortsausgang (2011)[6]
- Plieningen-Wappen an der Bernhauser Straße gegenüber seiner Werkstatt in Plieningen (2014)[7]

Wolf befasst sich neben der Bildhauerei aus Stein auch mit Skulpturen aus Holz sowie mit Grafik, Holzschnitt und Malerei.

## Galerie

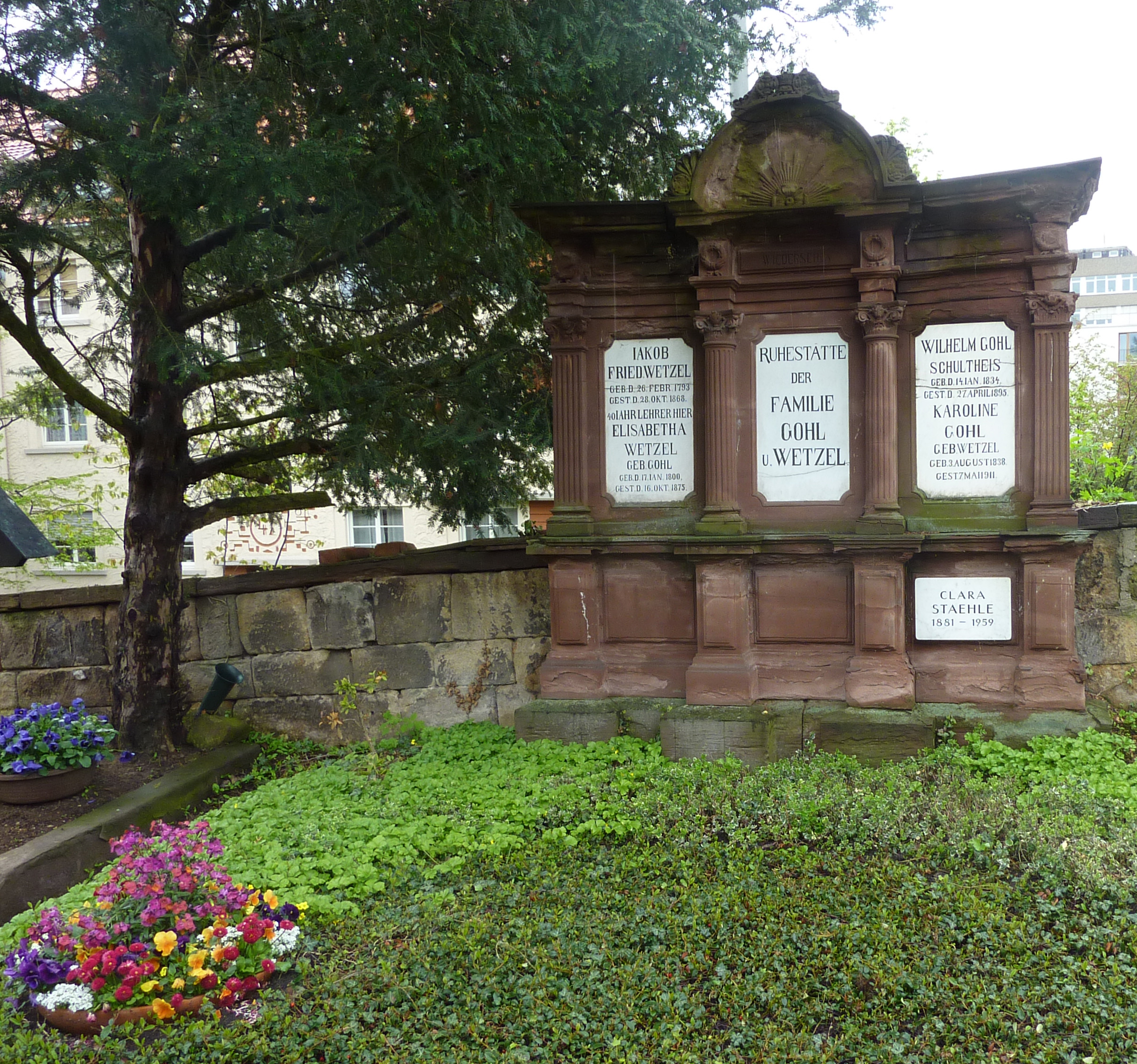
Spätklassizistisches Grabmal auf dem Alten Friedhof in Degerloch
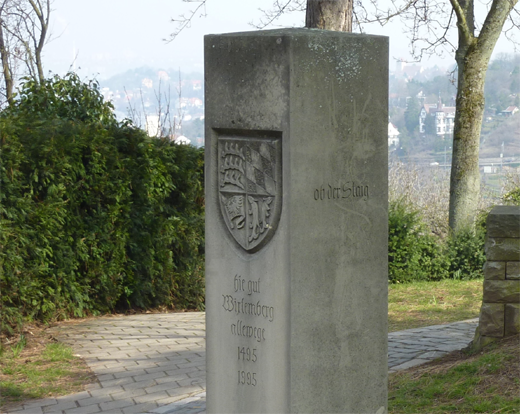
Württemberg-Denkmal an der Alten Weinsteige in Stuttgart (1995)
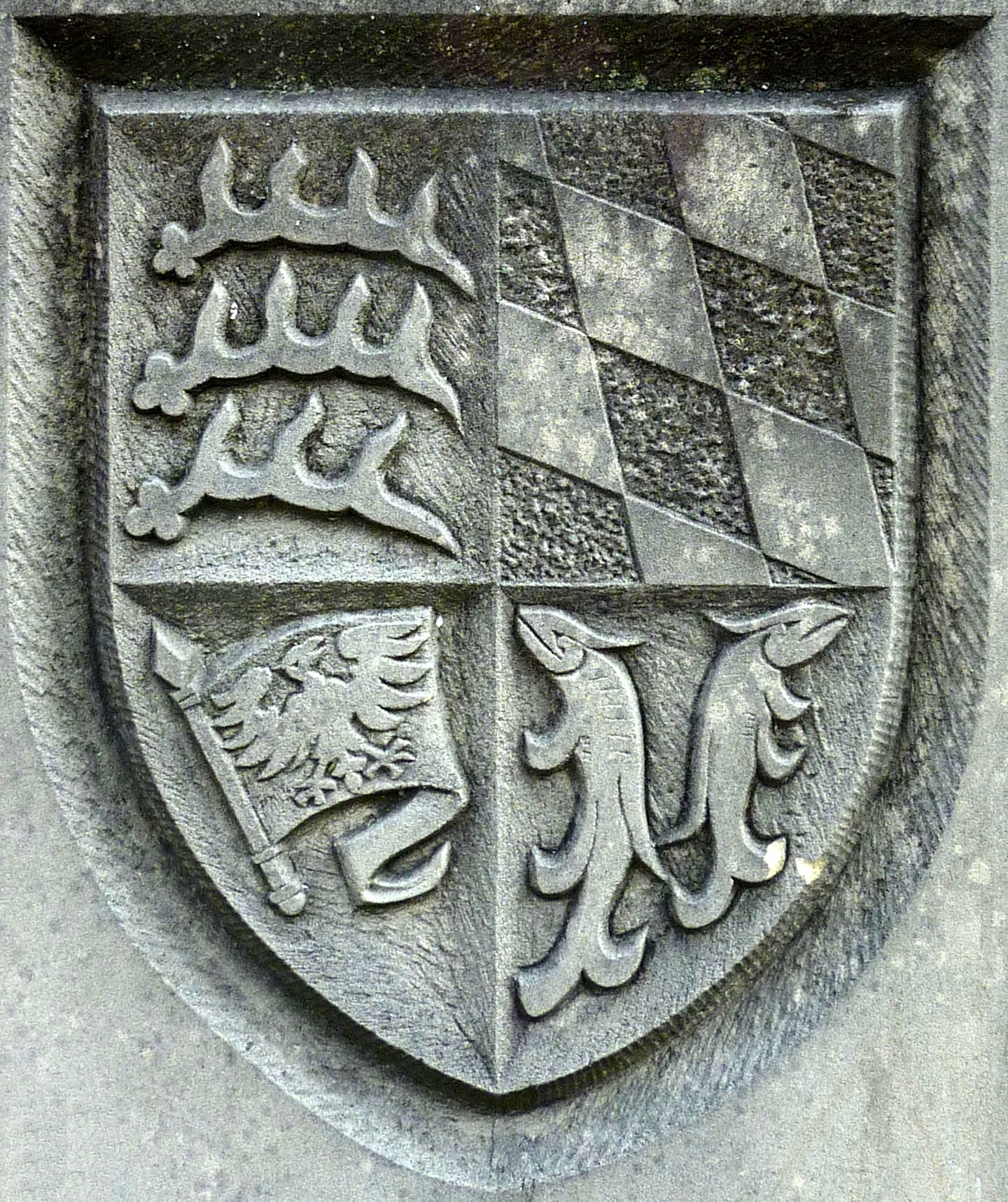
Württemberg-Denkmal an der Alten Weinsteige in Stuttgart (1995) – Detail
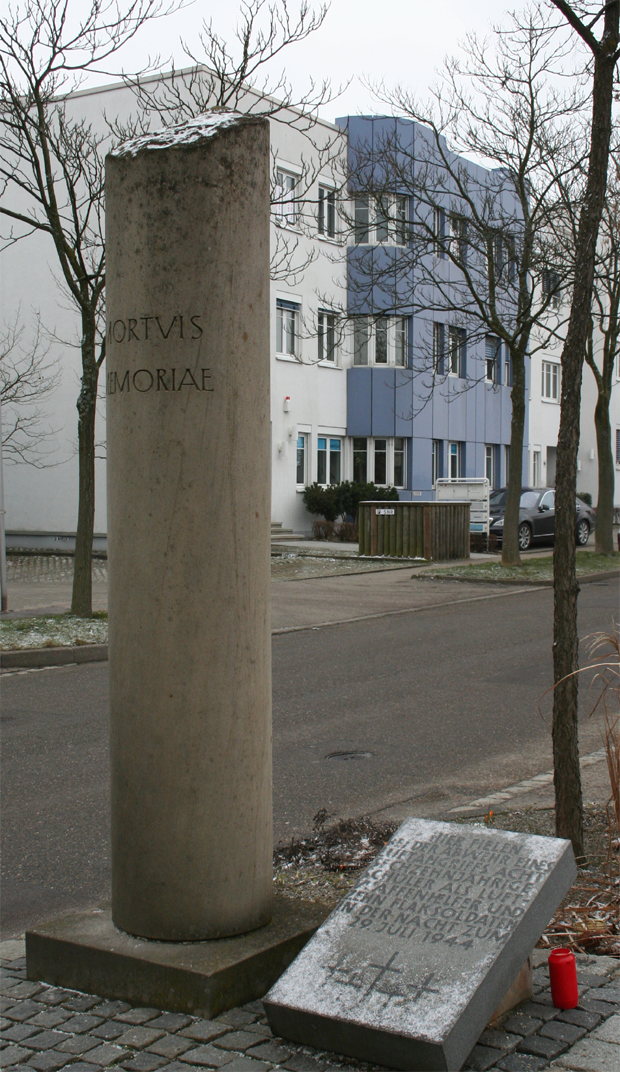
Gedenksäule für Luftangriffsopfer in Stuttgart (1996)
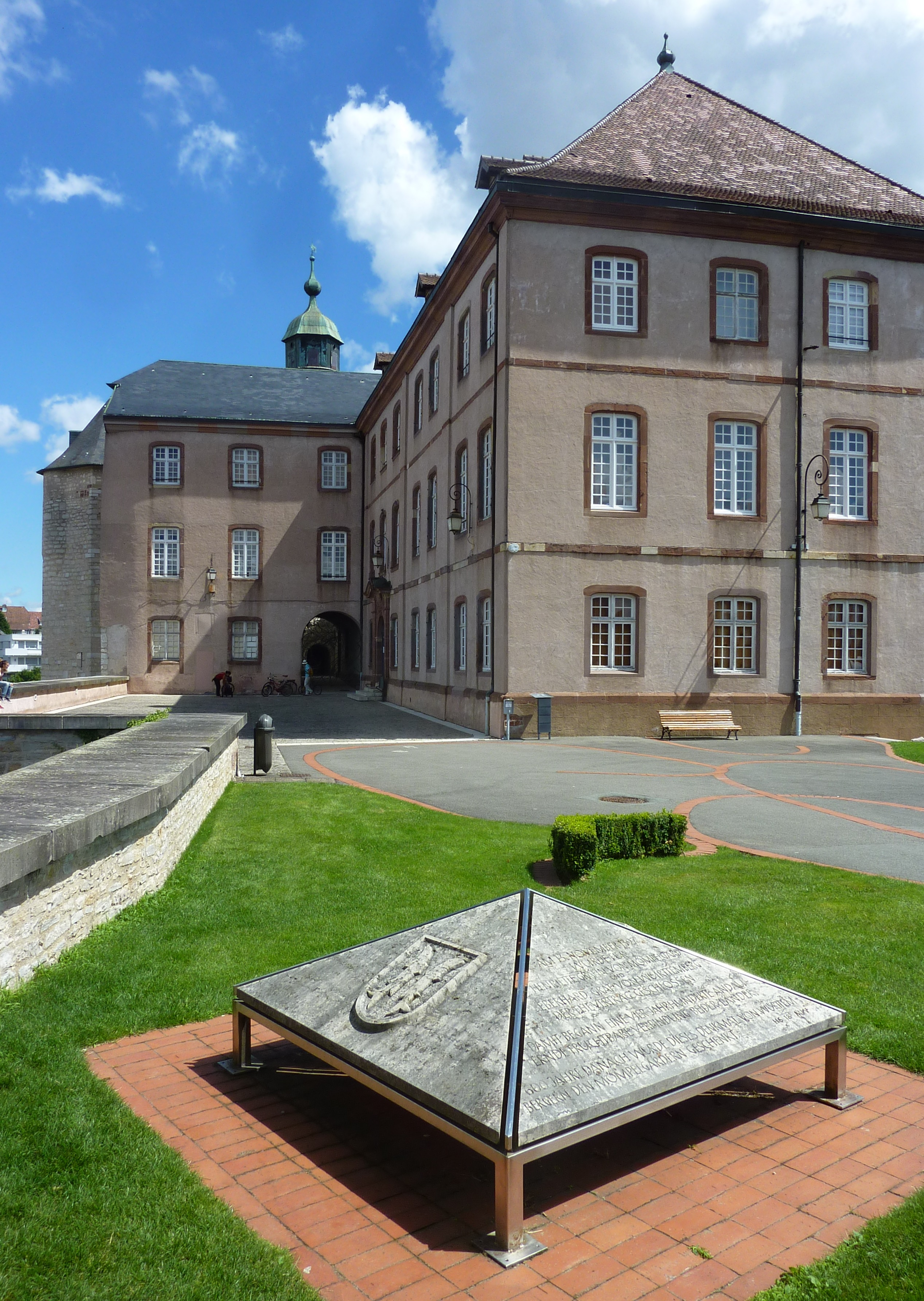
Pyramide auf Schloss Montbéliard, Frankreich (1997)
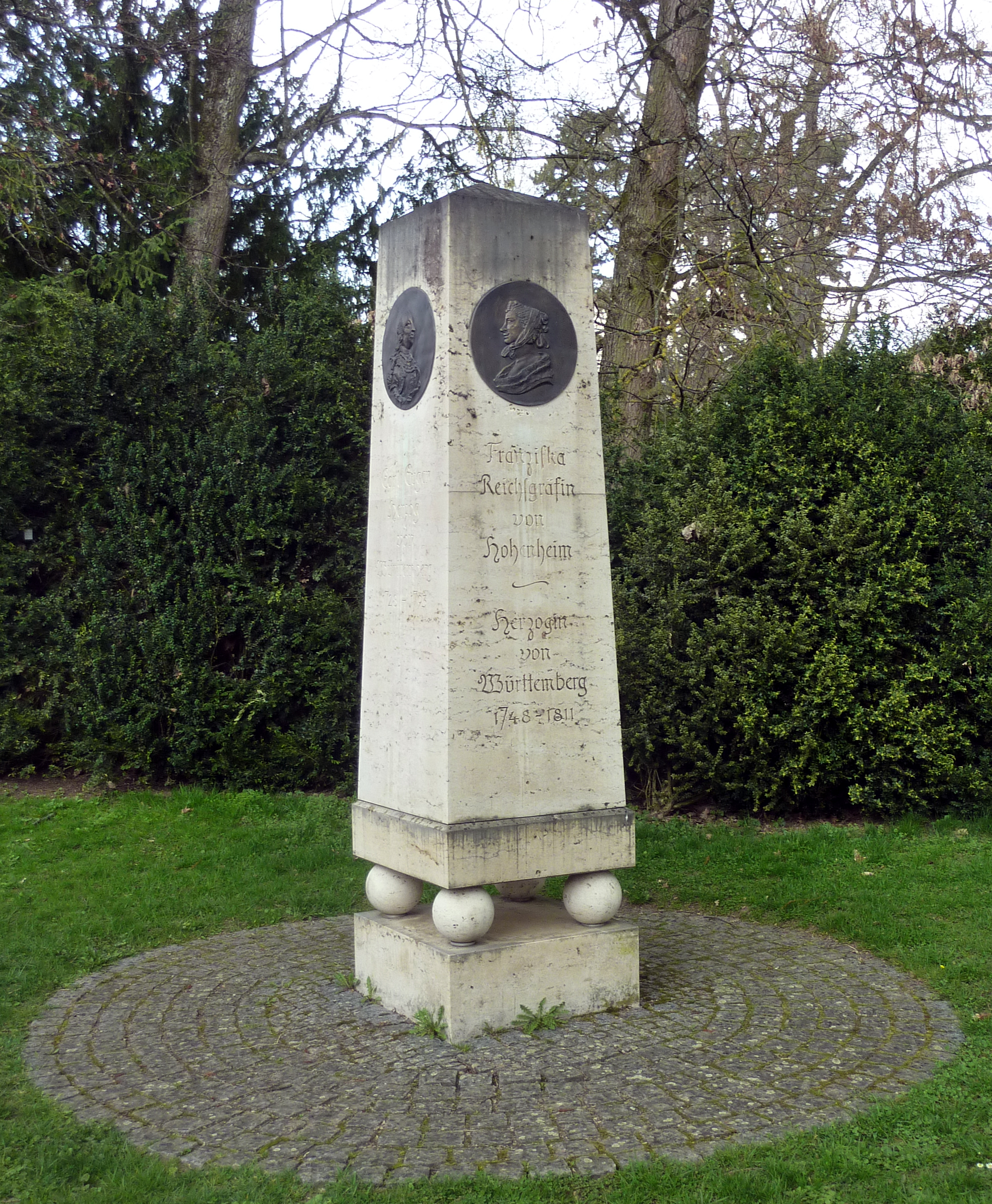
Franziska-Obelisk in den Hohenheimer Gärten (1998)
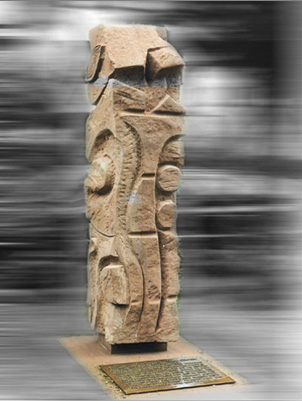
Skulptur für Alfred Wais in Birkach (1999)
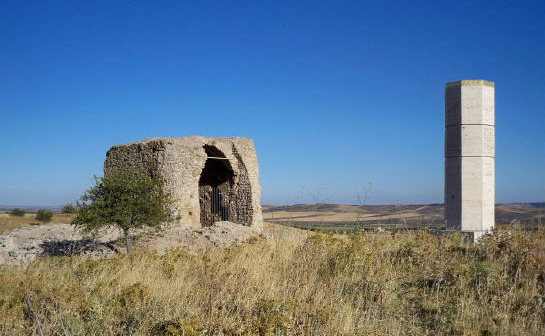
Stauferstele in Fiorentino, Italien (2000)
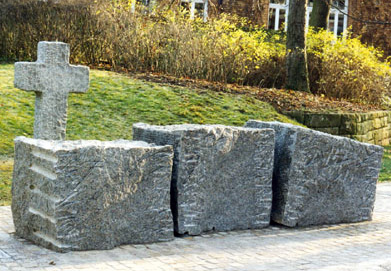
Stein des Gedenkens in Stetten (2000)
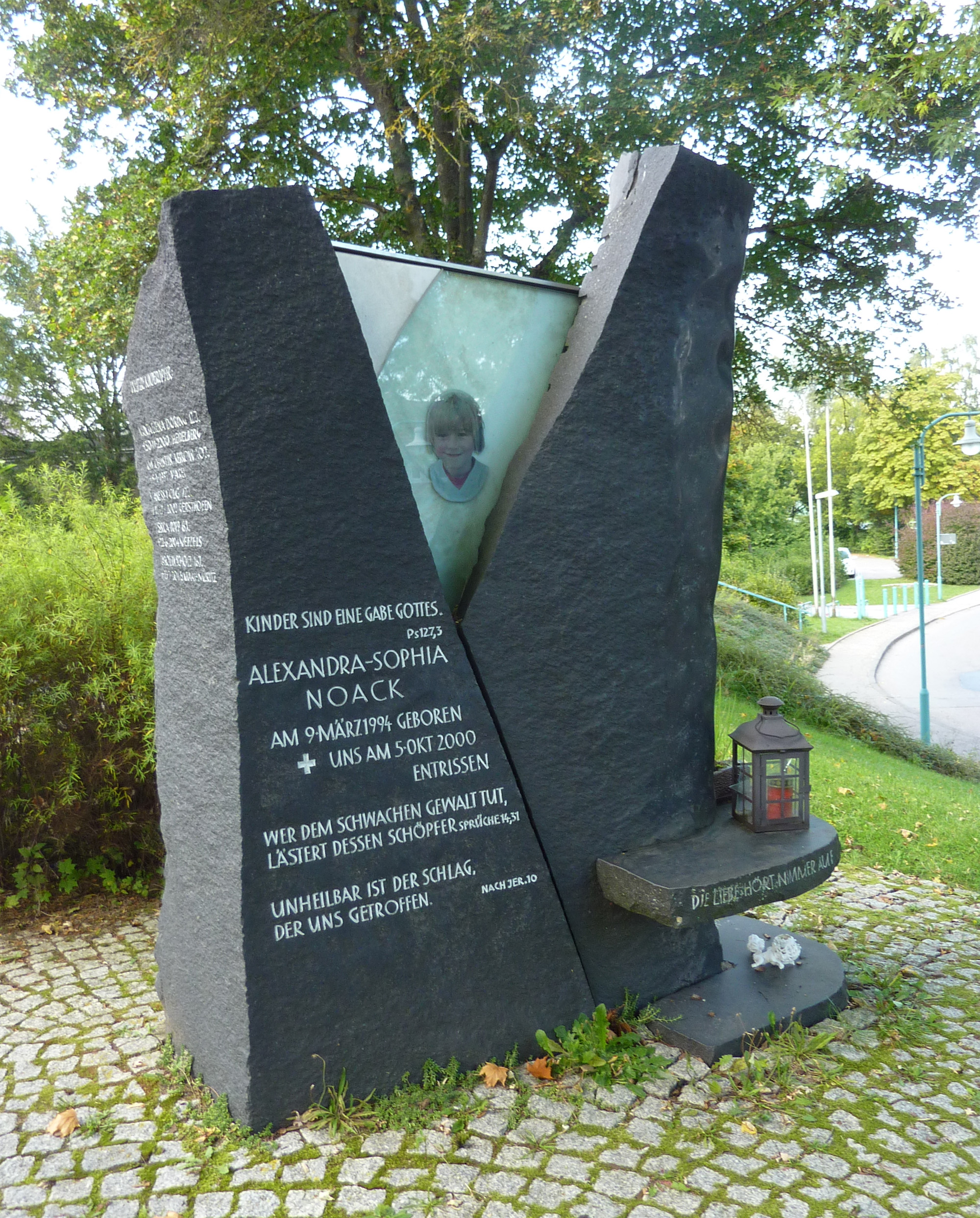
Mahn- und Gedenkstein für Alexandra-Sophia Noack in Bonlanden (2001)
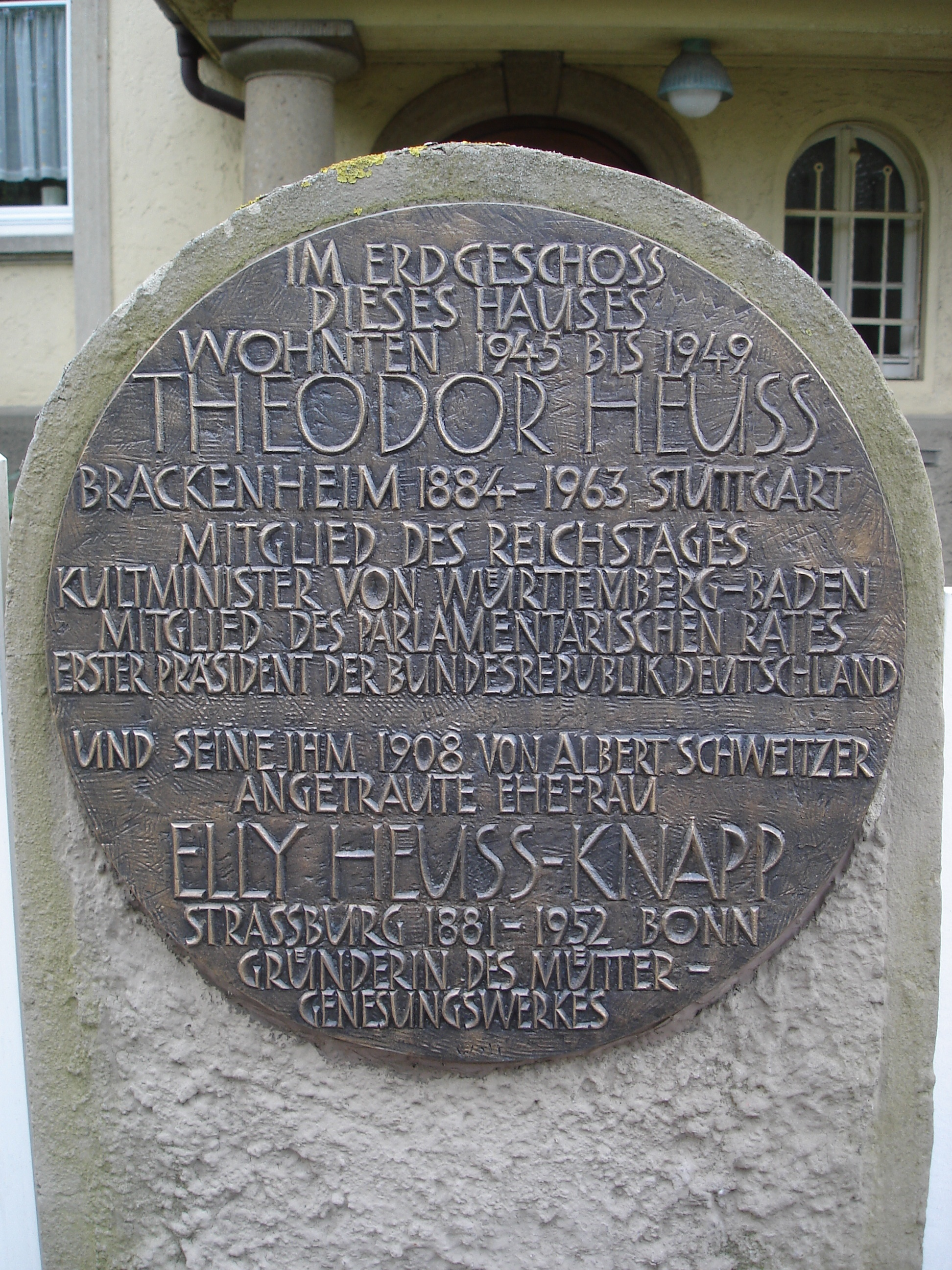
Gedenktafel für Theodor Heuss in Degerloch (2002)
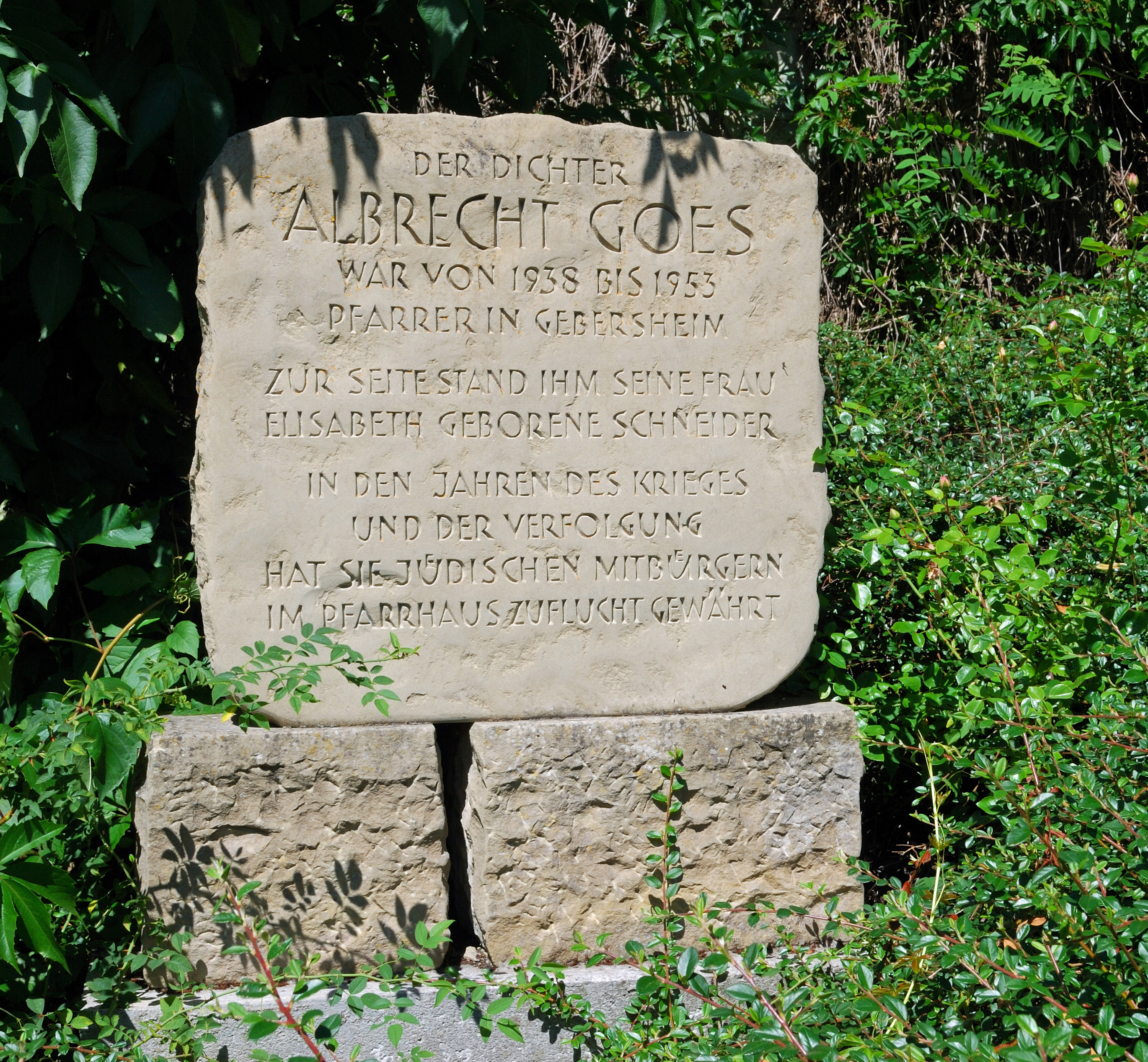
Gedenkstein für Albrecht Goes in Gebersheim (2003)
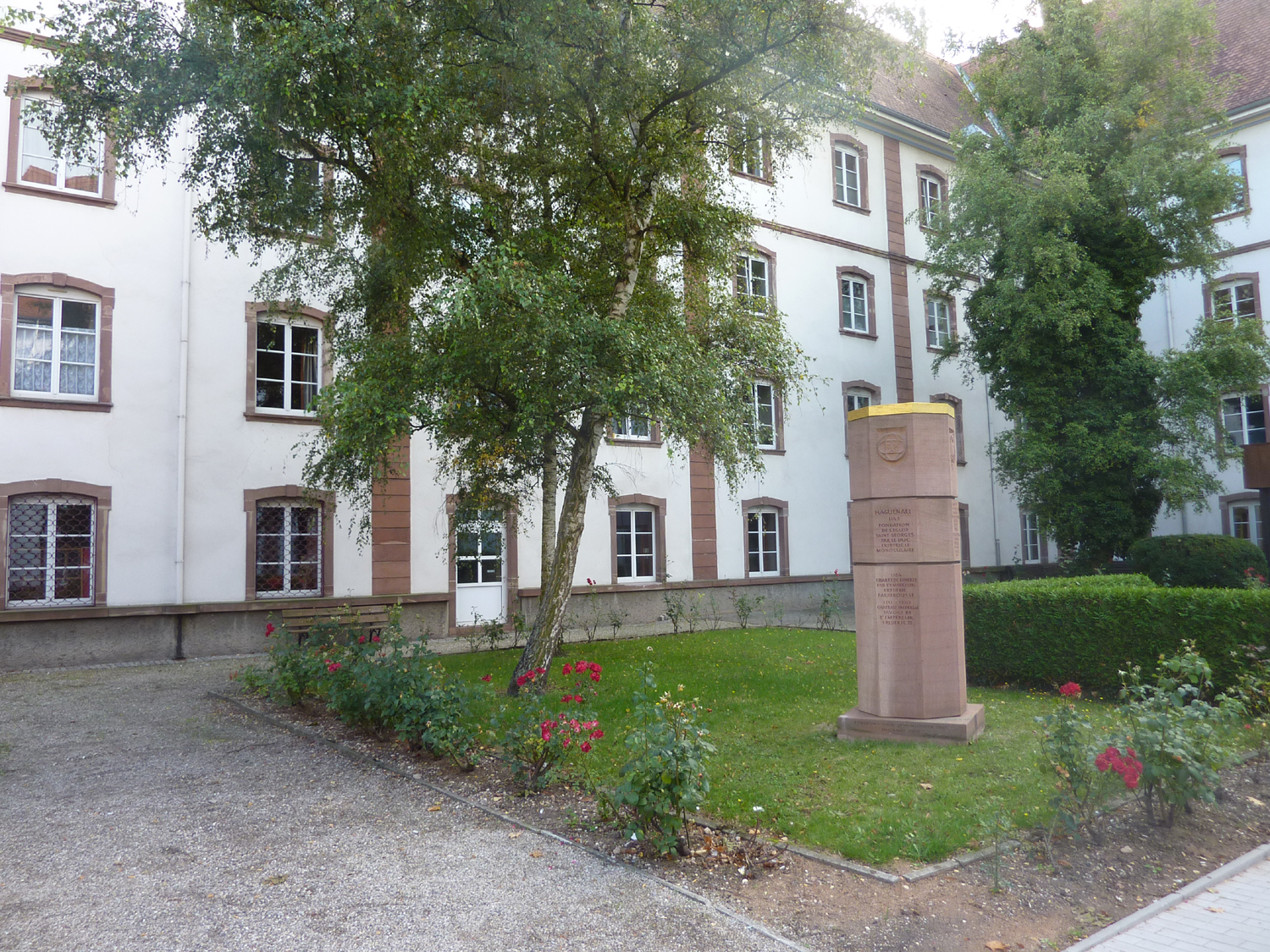
Stauferstele in Haguenau, Frankreich (2006)
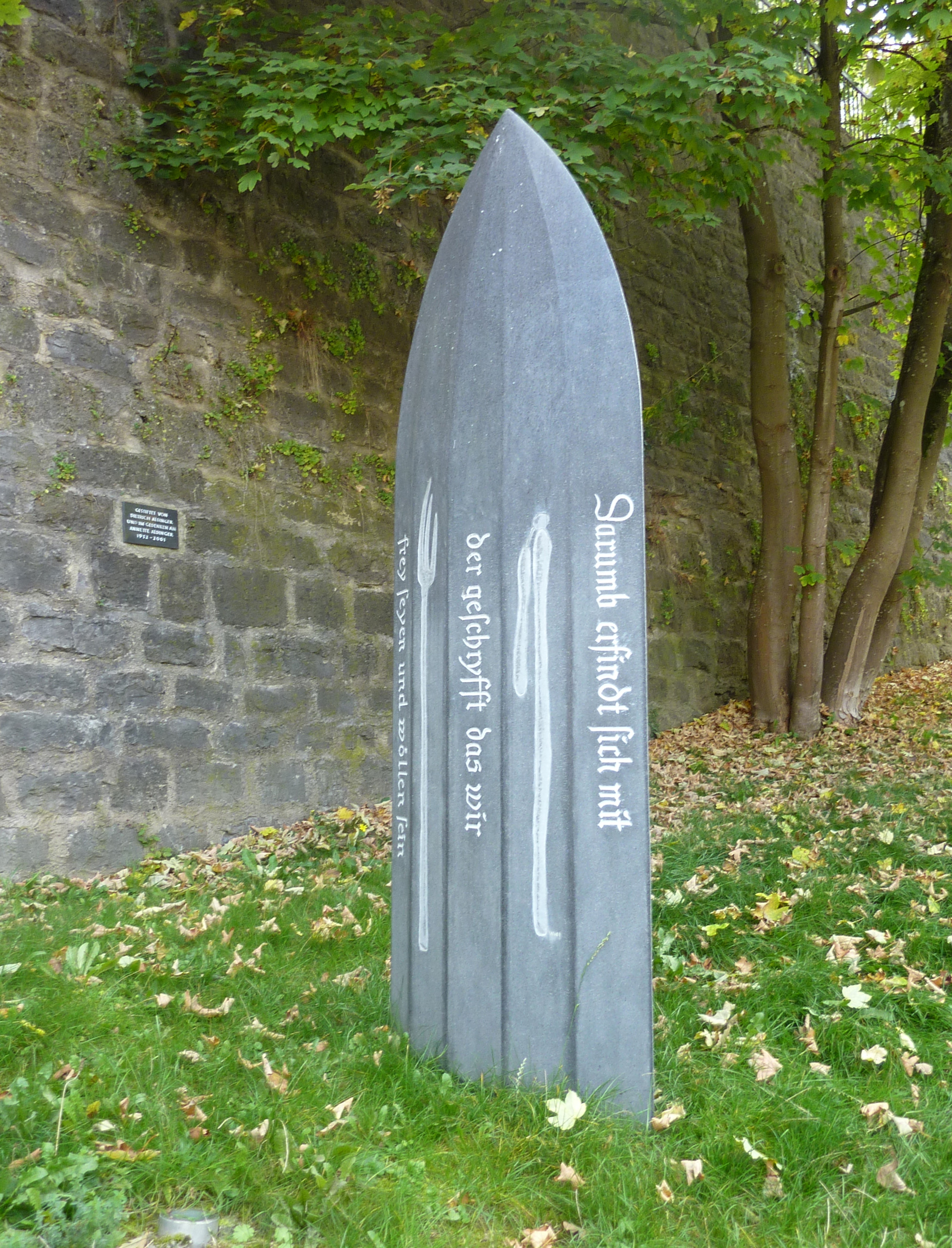
Denkmal für Sebastian Lotzer in Horb (2006)
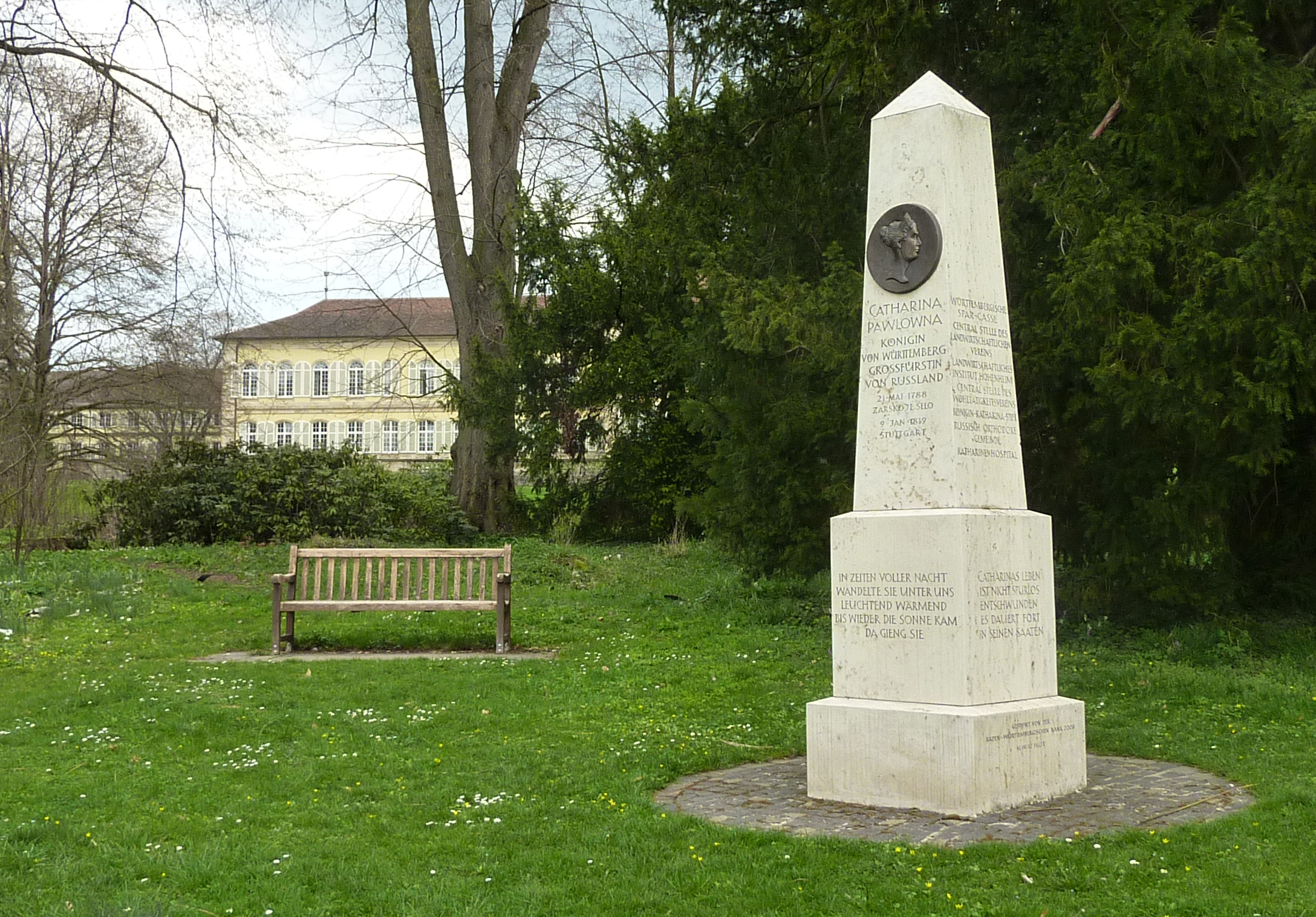
Katharina-Obelisk in den Hohenheimer Gärten (2008)
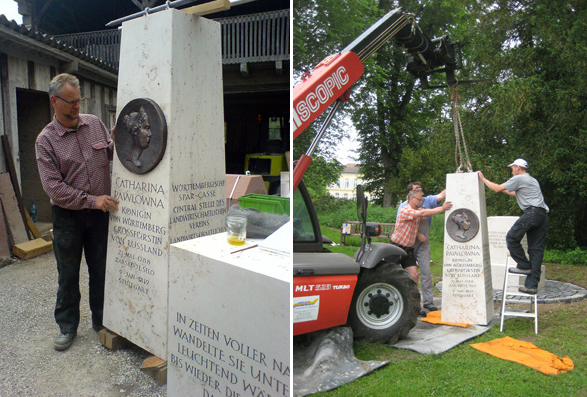
Katharina-Obelisk in den Hohenheimer Gärten (2008) – Aufbau
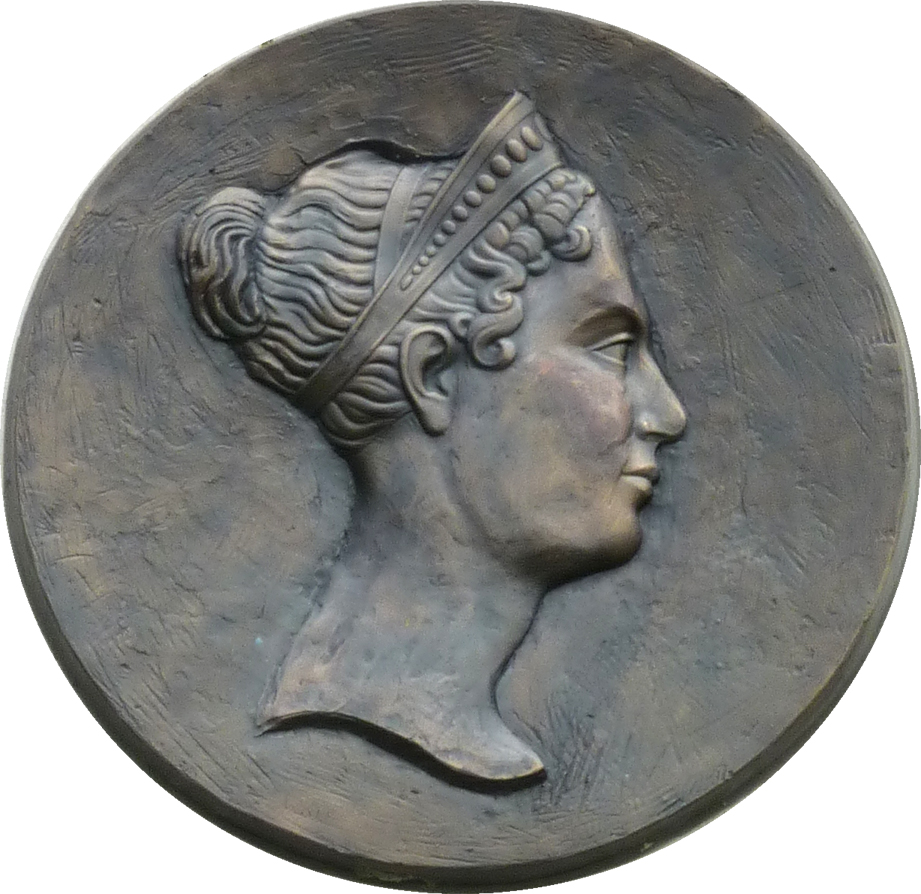
Katharina-Obelisk in den Hohenheimer Gärten (2008) – Detail
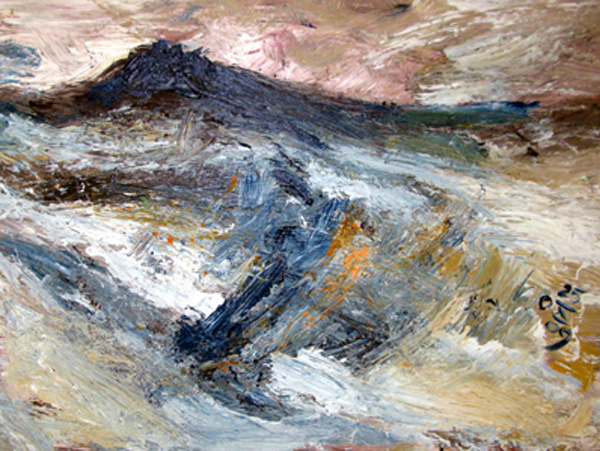
Alblinie Hahnweide, Acryl auf Leinwand, 84 × 64 cm (2009)
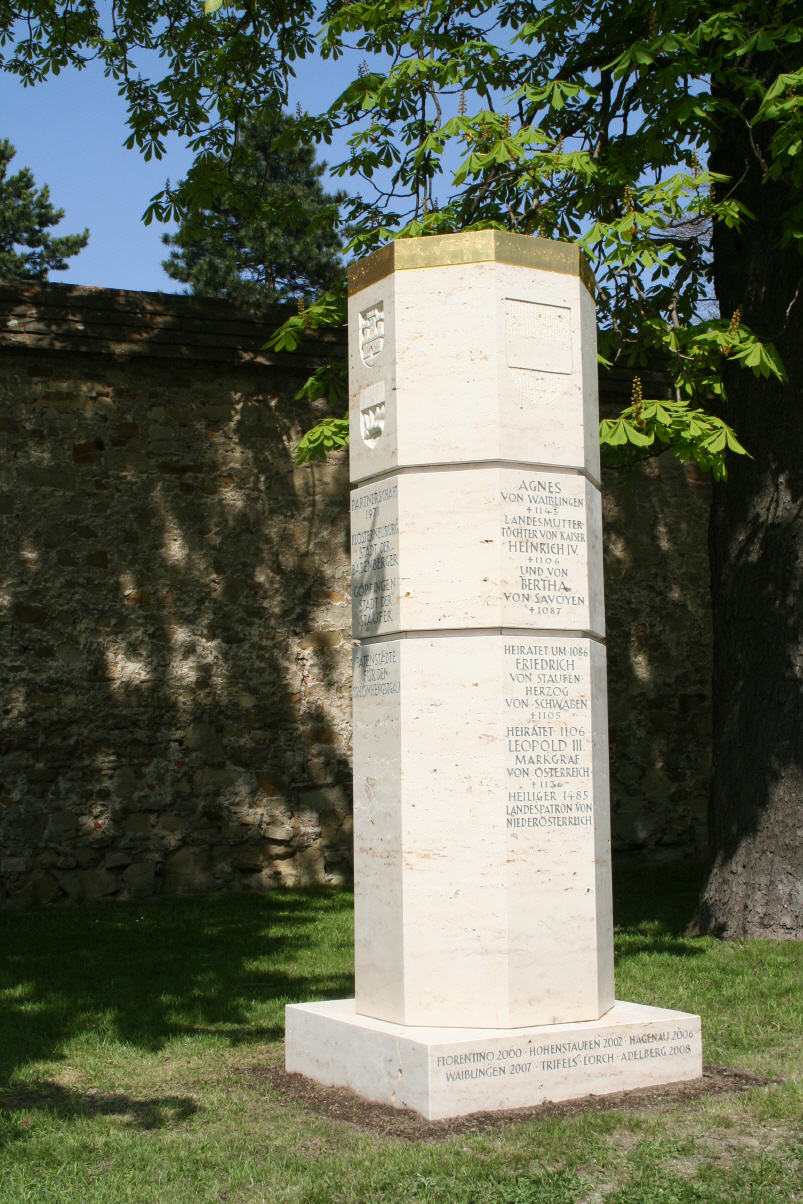
Stauferstele in Klosterneuburg, Österreich (2009)
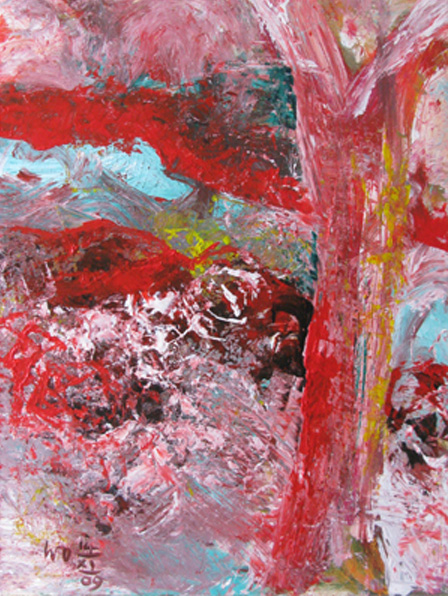
Alblinie bei Beuren, Acryl auf Leinwand, 60 × 80 cm (2009)
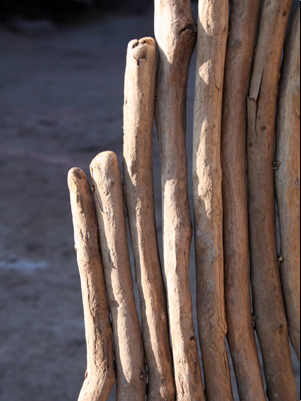
Treibholz-Skulptur (2009)
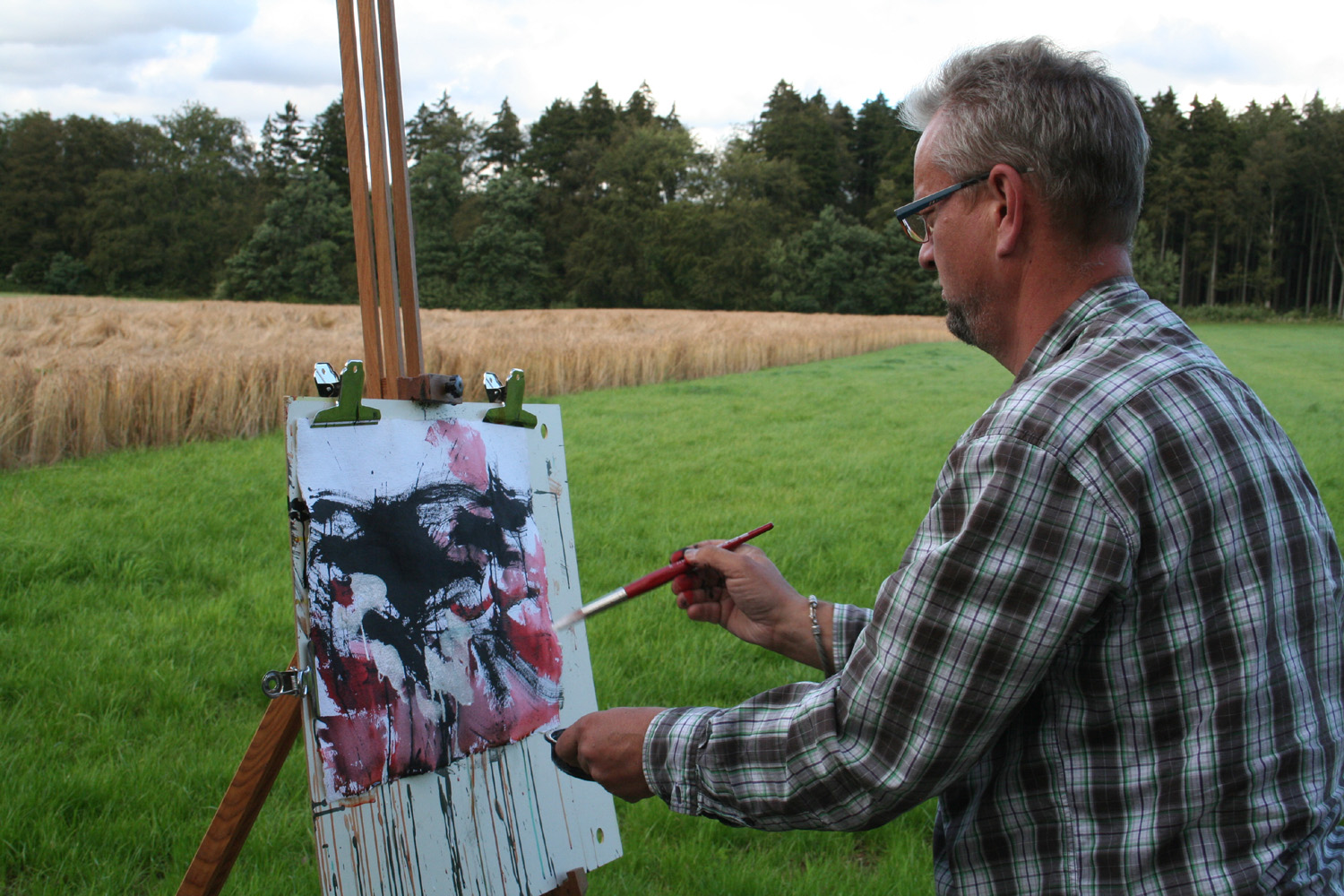
Auf der Schwäbischen Alb (2011)
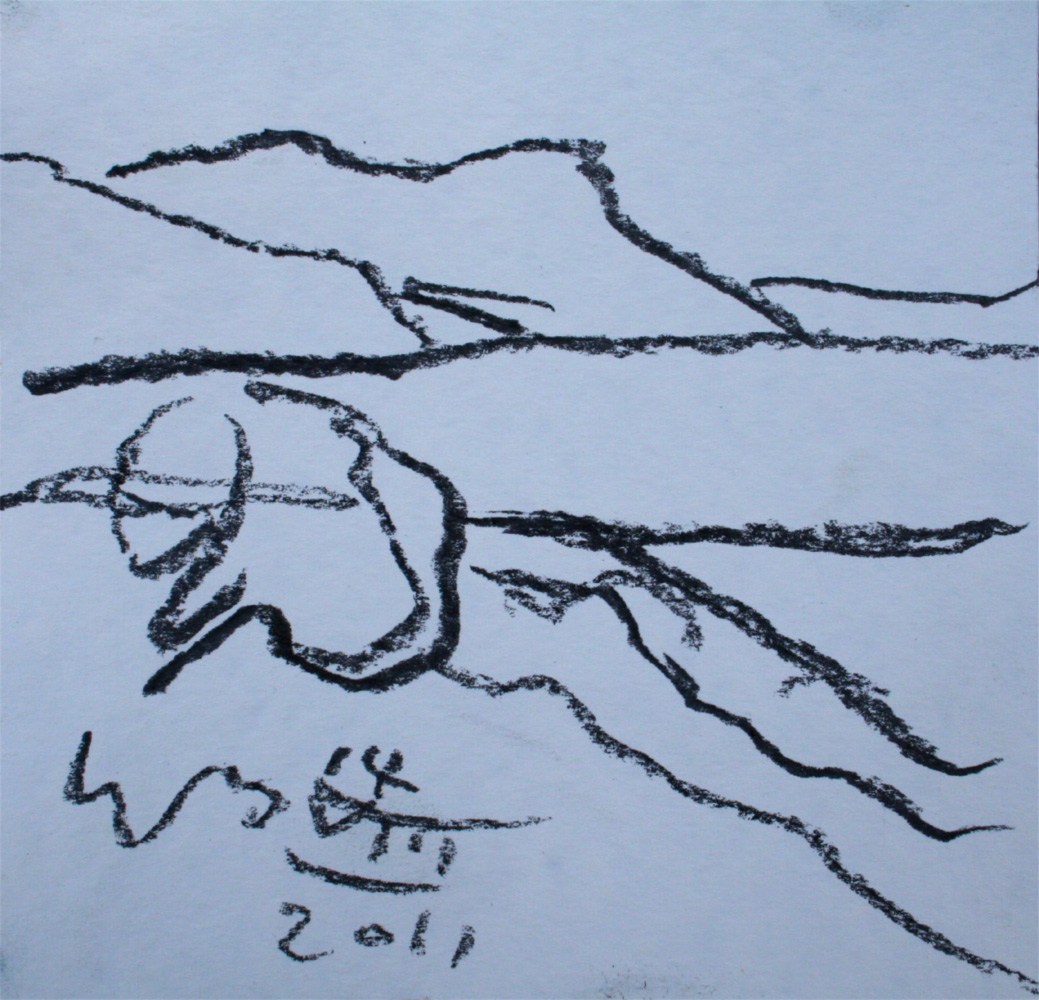
Alblinie, Graphit auf Papier, 20 × 20 cm (2011)
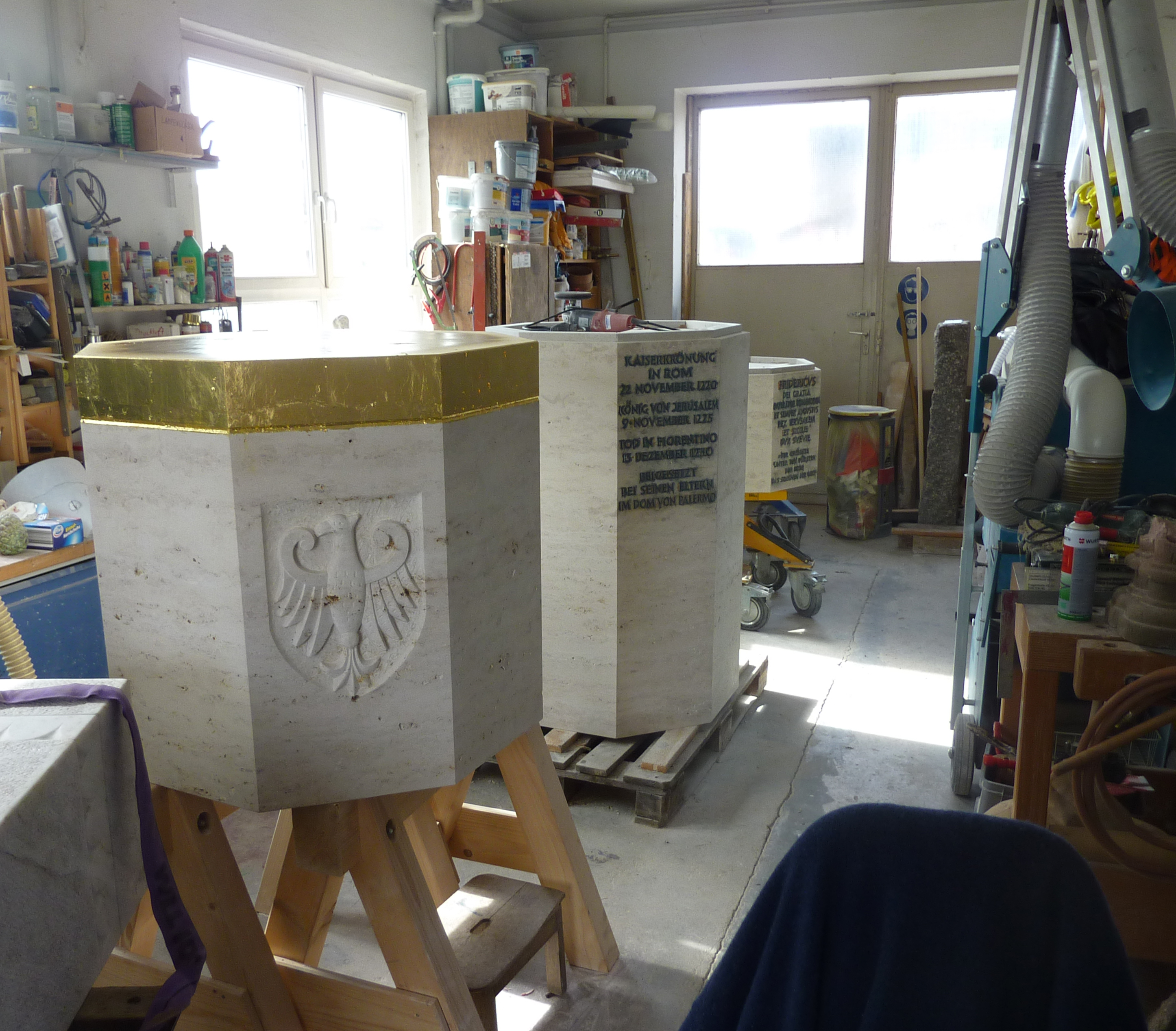
Blick in die Werkstatt (2012)
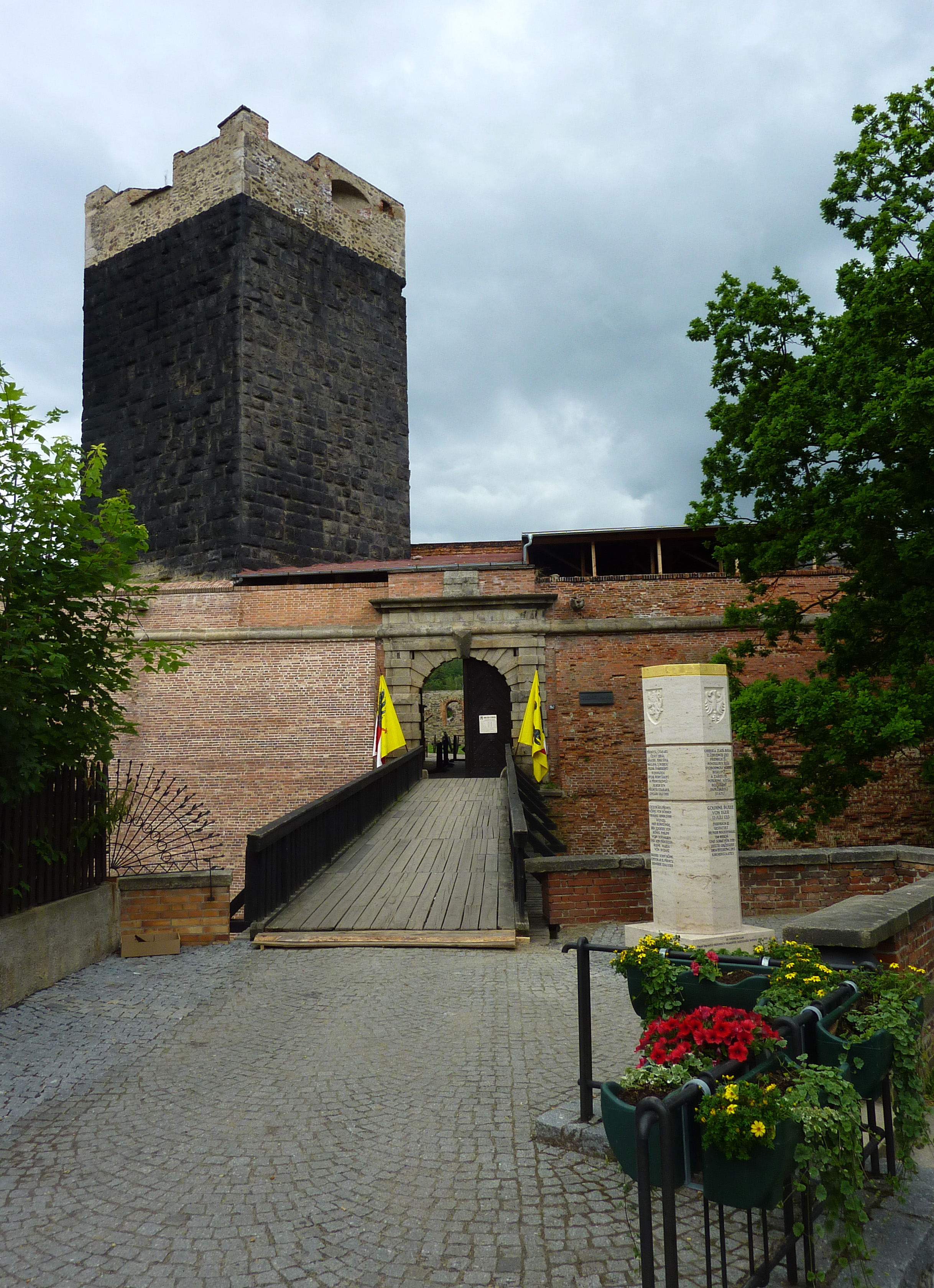
Stauferstele in Cheb, Tschechien (2013)